# Lou Ottens
Lou Ottens (21 tháng 6 năm 1926 - 6 tháng 3 năm 2021) là một kỹ sư và nhà phát minh người Hà Lan, nổi tiếng với việc sáng chế ra băng cassette. Ottens đã được Philips tuyển dụng trong suốt sự nghiệp của mình.

## Thời trẻ
Ottens sinh ra ở Bellingwolde vào ngày 21 tháng 6 năm 1926. Ottens tỏ ra yêu thích công nghệ và mày mò tìm hiểu ngay từ khi còn nhỏ. Khi còn ở tuổi thiếu niên, trong thế chiến hai, anh đã chế tạo một chiếc radio mà anh sử dụng để bí mật nghe các chương trình phát sóng của Radio Oranje. Để tránh Đức Quốc xã gây nhiễu, Ottens đã chế tạo đài phát thanh bằng một ăng-ten định hướng nguyên thủy. Sau chiến tranh, Ottens bắt đầu theo học tại Đại học Công nghệ Delft, nơi anh theo học kỹ thuật cơ khí. Trong khi học đại học, Ottens làm việc bán thời gian với tư cách kỹ thuật viên soạn thảo cho một nhà máy công nghệ tia X. Anh tốt nghiệp năm 1952.

## Sự nghiệp
Năm 1952, Ottens được Philips thuê. Ông bắt đầu làm việc tại bộ phận cơ khí hóa của Tập đoàn Công nghiệp Chính ở Eindhoven. Năm 1957, ông chuyển đến một nhà máy ở Hasselt, Bỉ. Vào thời điểm đó, nhà máy này chủ yếu sản xuất thiết bị âm thanh, bao gồm máy hát, máy ghi âm và loa phóng thanh.